# Amina Khoulani
Amina Khoulani (ou Kholani, en arabe : ئامینە خولانی) est une militante pacifiste syrienne de Daraya et une survivante des centres de détention et de torture du régime de Bachar el-Assad. 

## Biographie
Elle étudie l'histoire puis les sciences de l'éducation à l'université de Damas. En 1991, elle entre à l'institut Ana Bin Malik de Daraya, dirigé par Abdel Akram al-Saqqa, théologien moderniste et éclairé, adepte de la non-violence et de la résistance pacifique, proche du penseur Jawdat Said. Amina Kholani y étudie puis y enseigne les sciences islamiques et la lecture, et anime des cercles de discussion dans la mosquée. 
Plusieurs membres de sa famille sont également des militants pacifistes, notamment ses frères, Madj et Abdessalam Khoulani,. 

## Militantisme
En 2000, le sermon du vendredi suivant le décès d'Hafez el-Assad doit en faire l'éloge. Comme pour chaque décision, Abdel Akram al-Saqqa propose de discuter et voter cette injonction, qui est rejetée. Il est arrêté par les forces de sécurité et détenu pendant 6 mois. Pendant cette période, Amina Khoulani est responsable du département des filles de l'institut. Après la libération d'al-Saqqa, le groupe est interdit d'enseignement et l'institut fermé. 
Malgré l'interdiction, ils poursuivent alors leurs activités d'enseignement et cercles de discussions à leurs domiciles puis ouvrent un centre culturel à Daraya, qui est également fermé et saisi par la Sûreté politique, al-Saqqa est de nouveau emprisonné. 

## Emprisonnement
En 2011, lorsque la répression contre les manifestations pacifiques se durcit et que les manifestations se multiplient, les organisateurs demandent aux femmes de rester chez elles, afin qu'elles ne soient pas arrêtées par les services de sécurité du régime, malgré tout, Amina rejoint des rassemblements, ainsi que des sit-in exclusivement féminins, en créant le groupe des « femmes libres de Daraya ». 
En juillet 2011, son frère Abd al-Satar est arrêté. Le 8 août, son jeune frère Madj, chef de file du mouvement non violent, est arrêté à son tour. Madj avait écrit « notre révolution est pacifique et quiconque appelle à porter les armes doit être exclu de nos rangs. Le sang de tous les Syriens, y compris des soldats ou de la sécurité, est sacré »i,.  
En octobre 2013, elle est arrêtée à la suite de manifestations pacifiques, en Syrie, avec son mari. Les services de renseignement les emmènent dans les locaux de la branche 215, où son mari est battu devant elle, puis où ils vivent des simulacres d'exécutions, les yeux bandés, avant qu'Amina ne soit « mise à l'isolement dans un lieu près de l'aéroport de Mezzeh », où elle est maltraitée et frappée, puis enfermée dans un local exigu avec des détenues ayant été torturées. Elles sont ensuite transférées à la prison de Kafar Soussé, où les prisonnières subissent des sévices sexuels : 

« Là-bas les prisonnières subissaient des sévices sexuels. Les geôliers étaient des brutes épaisses, à tout moment, ils ouvraient les portes de notre cellule. Il n'y avait pas de limite à leur cruauté. »

Elles sont ensuite transférées à la prison d'Adra, où la situation, sans eau ni chauffage pour les 350 détenues, est meilleure, car il s'agit d'une prison civile où l'on peut payer pour améliorer son quotidien grâce à la corruption.  

## Libération
Elle purge une peine de six mois, pour « activisme pacifique » et est libérée, dans le cadre d'un échange de prisonniers, le 10 mars 2014, contre des religieuses de Maaloula, tandis que son mari est emprisonné pendant deux ans et demi à la prison de Saidnaya, où trois de ses frères sont également emprisonnés. Le gouvernement leur promet la possibilité de rentrer chez eux et de conserver tous leurs droits. Mais Amina Khoulani est en réalité privée de ses droits civiques et alors que l'une de ses amies, libérée en même temps qu'elle, est convoquée par les services de la Sûreté, un avocat l'avertit qu'elle est toujours recherchée. Elle fuit vers le Liban. 

## Exil
En 2014, alors qu'elle est menacée, Amina Khoulani est forcée de quitter sa maison et son pays. Elle s'exile d'abord au Liban puis à Manchester, au Royaume-Uni. Elle se consacre alors à la recherche d'informations et à la justice pour les familles des disparus. Trois de ses frères, Majd,  Abdalstar et Muhammad sont morts en détention à Saidnaya, probablement sous la torture. Elle est membre fondatrice de Families for Freedom, Familles pour la liberté, un mouvement syrien dirigé par des femmes et fondé en 2017 par des familles dont les proches sont ou ont été victimes de disparition forcée en Syrie. En 2019, elle témoigne devant les représentants du Conseil de sécurité des Nations unies. 
Elle reçoit, le 4 mars 2020, le prix international de la femme de courage, remis par Melania Trump, première dame des États-Unis et Mike Pompeo, secrétaire d'État des États-Unis.

## Source de la traduction
- (en) Cet article est partiellement ou en totalité issu de l’article de Wikipédia en anglais intitulé « Amina Khoulani » (voir la liste des auteurs).